# Élisabeth Stuart (1565-1591)
Élisabeth Stuart, 2e comtesse de Moray (1565 - 18 novembre 1591), est la fille de James Stuart, 1er comte de Moray, et d'Agnès Keith.

## Biographie
Élisabeth naît à St Andrews alors que son père est en exil en Angleterre à la suite du Chaseabout Raid, une rébellion contre Marie Stuart.
Le 23 janvier 1581, elle épouse James Stuart, fils de James Stuart, 1er Lord Doune . Le mariage est célébré à Fife en présence de Jacques VI d'Écosse. Certains amis de la famille de son père pensent que le fils de Lord Doune n'a pas un statut suffisant pour l'épouser .
Le couple a cinq enfants :
- James Stuart (3e comte de Moray) (en) (1581 - 6 août 1638) : épouse Lady Anne Gordon, avec qui il a des enfants, dont James Stuart (4e comte de Moray),
- Francis Stuart (1589-1635) : chevalier de l'Ordre du Bain et navigateur,
- Margaret Stuart (1591-4 août 1639) : deuxième épouse de Charles Howard, 1er comte de Nottingham, avec qui elle a des enfants ; elle épouse en secondes noces William Monson, vicomte Monson,
- Grizel Stewart : épouse de Robert Innes, 1er baronnet Innes, avec qui elle a des enfants,
- Élisabeth Stuart : épouse de John Abernethy, 8e Lord Abernethy de Saltoun, fils d'Alexandre Abernethy, 6e Lord Saltoun.

Elle meurt en couches en 1591.